# Пјан деј Пради (Тренто)
Пјан деј Пради је насеље у Италији у округу Тренто, региону Трентино-Јужни Тирол.
Према процени из 2011. у насељу је живело 220 становника. Насеље се налази на надморској висини од 874 м.